# 與
【與】 — китайський ієрогліф.Часто використовується на письмі в японській мові. Спрощений варіант: 与.

## Значення
1. спілка, загін.
2. з'єднувати(ся), бути разом.
1) ставати союзником.
2) слідувати (за кимось).
3) допомогти.
4) дозволяти.
3. і, та, а також.
4. разом, спільно з.
5. надавати.
6. задля, замість.
7. сполучник порівняння:
1) ніж (щось, хтось).
2) який з.
8. питальна частка (перекладається як знак питання)
9. стосуватися, брати участь.

Ключ: 134 (臼 + 8);  Кількість рисок: 14.
Введення ієрогліфа методом цанзє: 竹X卜金 (HXYC); Введення ієрогліфа чотирикутним методом: 77801. .

## Прочитання
| Китайська         |                            |                   |                   |                 |                 |
| Мандаринська мова | Мандаринська мова          | Мандаринська мова | Мандаринська мова | Кантонська мова | Кантонська мова |
| чжуїнь            | піньїнь                    | Вейд-Джайлз       | кирилиця          | ютпхін          | Єль             |
| ㄩˊ               | yú (yu2) yǔ (yu3) yù (yu4) | yü2 yü3 yü4       | юй                | jyu5            | yu4 yu5 yu6     |

| Корейська |         |               |              |     |          |
|           | хангиль | стара латинка | нова латинка | Єль | кирилиця |
| Звук:     | 여      | yŏ            | yeo          | ye  | йо       |
| Назва:    | —       | —             | —            | —   | —        |

| Японська |                                              |                                             |                                           |
|          | кана                                         | латинка                                     | кирилиця                                  |
| Он:      | よ                                           | yo                                          | йо                                        |
| Кун:     | あたえる                                     | ataeru                                      | атаеру                                    |
| Ім'я:    | あ あと くみ すえ とも のぶ ひとし もろ よし | a ato kumi sue tomo nobu hitoshi moro yoshi | а ато кумі суе томо нобу хітосі моро йосі |